# Тайлер Блекетт
Тайлер Блекетт (англ. Tyler Blackett, нар. 2 квітня 1994, Манчестер) — англійський футболіст ямайсько-барбадоського походження, захисник.

## Клубна кар'єра
Народився 2 квітня 1994 року в місті Манчестер. Вихованець футбольної школи клубу «Манчестер Юнайтед», в академії якого перебував з 8 років. У 2011 році допоміг своєму клубу виграти Молодіжний кубок Англії, а у липні 2012 року підписав перший професійний контракт з «червоними дияволами». У сезоні 2013/14 для отримання ігрової практики відправся в оренду до клубів Чемпіоншипу «Блекпул» та «Бірмінгем Сіті».
Після відходу з клубу досвідчених захисників Ріо Фердінанда і Неманя Видича Блекетт отримав шанс у першій команді «Манчестер Юнайтед», за яку дебютував 16 серпня 2014 року в матчі першого туру Прем'єр-ліги проти «Суонсі Сіті». Втім основним гравцем стати не зумів, тому 29 серпня 2015 року відправився в оренду до шотландського «Селтіка», де провів сезон 2015/16, вигравши чемпіонат країни.
У серпні 2016 року перейшов до клубу другого дивізіону «Редінг», з яким підписав чотирирічний контракт. Там він одразу став основним гравцем і зіграв 34 гри у Чемпіоншипі у своєму першому сезоні. Наприкінці сезону він вийшов до плей-оф з «Редінгом», але не зміг вийти до Прем'єр-ліги, оскільки у фіналі його клуб програв «Гаддерсфілд Таун» по пенальті. Загалом відіграв за клуб з Редінга чотири сезони своєї ігрової кар'єри. Більшість часу, проведеного у складі «Редінга», був основним гравцем захисту команди, зігравши 122 матчі та віддавши 10 гольових передач.
15 серпня 2020 року підписав контракт з «Ноттінгем Форест» на правах вільного агента, де провів один сезон, але основним гравцем не був і по його завершенні перебрався у американський «Цинциннаті». В MLS дебютував 19 вересня в матчі проти «Нью-Йорк Сіті», вийшовши на заміну на 77-й хвилині замість Джеффа Кемерона. 20 жовтня в матчі проти «Чикаго Файр» забив свій перший гол в MLS. Після закінчення сезону 2022 року залишив «Цинциннаті» у зв'язку з непродовженням контракту.
8 березня 2023 року повернувся грати до Англії, приєднавшись до клубу Чемпіоншипу «Ротергем Юнайтед». Загалом відіграв за команду з Ротергема 16 матчів в національному чемпіонаті і 7 травня 2024 року, після вильоту клубу, покинув команду після закінчення терміну його контракту.

## Виступи за збірні
2009 року дебютував у складі юнацької збірної Англії (U-16), загалом на юнацькому рівні взяв участь у 6 іграх.
9 вересня 2014 року провів свій єдиний матч у складі молодіжної збірної Англії, вийшовши на заміну у матчі проти збірної Молдови.

## Статистика виступів

### Статистика клубних виступів
| Сезон             | Команда             | Чемпіонат         | Чемпіонат | Чемпіонат | Національний кубок | Національний кубок | Національний кубок | Континентальні кубки | Континентальні кубки | Континентальні кубки | Інші змагання | Інші змагання | Інші змагання | Усього | Усього |
| Сезон             | Команда             | Ліга              | Ігор      | Голів     | Ліга               | Ігор               | Голів              | Ліга                 | Ігор                 | Голів                | Ліга          | Ігор          | Голів         | Ігор   | Голів  |
| ----------------- | ------------------- | ----------------- | --------- | --------- | ------------------ | ------------------ | ------------------ | -------------------- | -------------------- | -------------------- | ------------- | ------------- | ------------- | ------ | ------ |
| 2013–14           | «Бірмінгем Сіті»    | ЧФЛ               | 8         | 0         | КА+КЛ              | 0                  | 0                  | -                    | -                    | -                    | -             | -             | -             | 8      | 0      |
| 2014–15           | «Манчестер Юнайтед» | ПЛ                | 11        | 0         | КА+КЛ              | 1+0                | 0                  | -                    | -                    | -                    | -             | -             | -             | 12     | 0      |
| 2015–16           | «Селтік»            | ПЛ                | 3         | 0         | КШ+КЛ              | 1+1                | 0                  | ЛЧ+ЛЄ                | 0+3                  | 0                    | -             | -             | -             | 8      | 0      |
| Усього за кар'єру | Усього за кар'єру   | Усього за кар'єру | 22        | 0         |                    | 3                  | 0                  |                      | 3                    | 0                    |               | -             | -             | 28     | 0      |

## Титули і досягнення
- Чемпіон Шотландії (1):

«Селтік»: 2015/16